# My Tears Ricochet
My Tears Ricochet (stilisiert „my tears ricochet“) ist ein Lied, welches von der US-amerikanischen Sängerin Taylor Swift für ihr achtes Studioalbum Folklore (2020) geschrieben und aufgenommen wurde. Der Track wurde von Swift, Jack Antonoff und Joe Alwyn produziert. My Tears Ricochet weist Einflüsse aus der Rockmusik wie Arena/Gothic und Gospel auf. Die Produktion zieht Chorgesänge, sanfte Synth-Klänge und schaudernde Trommeln mit ein, was eine Klanglandschaft hervorbringt, die Kritiker als eindringlich und leidvoll bezeichnen. Der Songtext stellt eine Erzählung des Geistes einer toten Frau dar, welche ihren Mörder, den sie einst sehr liebte, auf ihrer Beerdigung wiederfindet.
Kritiken trafen auf My Tears Ricochet mit schwärmenden Rezensionen, welche das Konzept, die Metaphorik, die Emotionen, den Gesang und die Produktion lobten. Auf die Veröffentlichung hin erreichte der Song Platz 16 auf den US Billboard Hot 100. In Australien, Kanada, Malaysia und Singapur erreichte das Lied die Top 15 der Singlecharts. My Tears Ricochet war Teil der Setlist auf Swifts sechste Headliner-Konzerttour, der Eras Tour (2023).

## Hintergrund und Veröffentlichung
My Tears Ricochet war der erste Track, der für das Album geschrieben wurde. Er wurde von Swift alleine verfasst. Der Co-Produzent des Albums, Aaron Dessner, betrachtete das Lied als „Leuchtfeuer“ für das Album. In einem Interview mit Entertainment Weekly sagte Swift, dass sie sich nach dem Verkauf ihrer Master-Recordings an Scooter Braun mit Erzählungen rund um Scheidungen beschäftigte. Sie nahm die Metaphorik von dem Ende einer Ehe in My Tears Ricochet mit auf – die ersten Zeilen des Liedes schrieb sie, nachdem sie den Film Marriage Story (2019) sah, der die Geschichte einer Scheidung erzählt.
Swift kündigte ihr achtes Studioalbum Folklore am 23. Juli 2020 an. Sie offenbarte die Tracklist mit My Tears Ricochet an fünfter Stelle, die in ihren Alben üblicherweise für besonders persönliche Songs reserviert ist.
In dem Vorwort vor der Veröffentlichung beschrieb Swift My Tears Ricochet als Symbolik eines verbitterten Peinigers, der auf der Beerdigung seines gefallenen Suchtobjekts und „von Schlachtschiffen, die untergehen, untergehen, untergehen“ (Engl.: „battleships sinking down into the ocean, down, down, down“).

## Komposition und Lyrics
My Tears Ricochet ist eine kalte Arena-Goth-, Rock- und Gospelballade mit Spuren des Synth-Pops über den Geist einer toten Frau, die ihren Mörder verfolgt. Der Track verwendet Symbole aus dem Bereich der Beerdigung, um den Effekt von totalem Verrat zu betonen. In dem Lied reicht Swifts Gesang von C3 bis F5; es wurde in der Tonart C-Dur geschrieben und weist ein moderates Tempo von 130 Schlägen pro Minute auf. Auch die Melodie einer Spieluhr, ein Chor im Hintergrund sowie mit Hall belegte Improvisationen in der Bridge treten auf. In der Bridge erreicht das Lied einen tosenden Klimax durch krachende Trommeln. Der Hintergrundgesang in dem Lied wurde von dem Produzenten Jack Antonoff bereitgestellt.
Lyrisch handelt My Tears Ricochet von einer Erzählerin, die die schlechte Behandlung begreift und zugibt, dass sie nicht „in Gnade“ (Englisch: „go with grace“) gehen wird, indem sie den Erinnerungsgottesdienst heimsucht. Der Song fragt nach, warum die frühere Liebe sich dazu entschließt, ihre Beerdigung zu besuchen, obwohl er „ihren Namen verflucht“ (Englisch: „cursing her name“) und ihre gemeinsame desorientierte Beziehung mit gesunkenen Schlachtschiffen im Meer vergleicht. Der Songtext und die Symbolik beziehen sich auf die Auseinandersetzung, die Swifts Masteraufnahmen betreffen, und auf das bittere Ende ihrer Zusammenarbeit mit dem Gründer von Big Machine, Scott Borchetta. Neben dem allumfassenden Beerdigungsthema benutzt Swift das Bild von Schlachtschiffen, die im Ozean untergehen, um darzustellen, wie es sich fühlt, einen falschen Schritt zu machen und etwas so Enormes zu verlieren.

## Kritische Rezeption
My Tears Ricochet erhielt großes Lob von Musikkritikern, wobei das Konzept des Liedes, der Songtext, die Symbolik, die Emotionen, Swifts Gesang und die Produktion gelobt wurden.
Hannah Mylrea, die für NME schrieb, zog einen Vergleich zwischen My Tears Ricochet und Clean von Swifts Album 1989. Dabei merkte sie an, dass „ein Megawatt-Pop-Song von mehreren Gesangsspuren und schimmernden Spieluhrgeräuschen umhüllt ist“.
Jody Rosen von der Los Angeles Times sagte in einem Review, dass sich der Track zu einem „tosenden Klimax“ aufbaut und dass er „im Gruftistil“ sei, genau wie die „Kathedrale von Chartres“.
Billboards Jason Lipshutz schrieb, dass der Song „sich zu einer leidvollen Hymne aufbaut“ und dass „eine bittere Trennung ein wortwörtlicher Tod wird“.
In einem Artikel für Slant Magazine bezeichnete Eric Mason den Song als „eine von Folklores direkteste verbitterte Geschichte“, indem er schreibt, dass „die scharfen Schläge von Streichern im Chorus an die Bridges von Swifts früheren Liedern aus den 2010er-Jahren erinnert“. Dabei vergleicht er das Lied mit „Mad Woman“ und „Cruel Summer“.
Ann Powers von NPR hielt das Lied „für mehr verdreht“ als Swifts früheres Schreiben, während es dennoch ein „klassisches Taylor-Swift-Lied“ bleibt. Sie führte auf, dass Swift ein Ereignis behandelt, dass „spezifisch ihr passierte und es alsetwas Gewöhnliches behandelt... weil wir alle mit dem Gefühl von Betrug und Verlust der Selbstkontrolle zu tun hatten.“
Lucy Harbron von Clash schrieb, dass My Tears Ricochet einer von Swifts „herzzereißendsten Liedern“ sei; sie sagte der Track „verändert sich zu einem Beerdigungsklagelied, das all die Trauer und die Wut und die Verdrängung ausspricht, die mit einem sehr großen Herzschmerz kommen.“

## Kommerzieller Erfolg
Durch die Veröffentlichung von Folklore stieg My Tears Ricochet auf Platz 16 der US Billboard Hot 100 ein. Es blieb für zwei Wochen in den Charts. Des Weiteren erreichte das Lied Platz 3 der Hot Rock & Alternative Songs-Charts. Er erreichte auch Platz 7 der singapurischen und malaysischen Singlecharts, Platz 8 in den australischen ARIA Singles Chart und Platz 14 in den Canadian Hot 100.

## Credits und Mitwirkende
Credits von Tidal.
- Taylor Swift – Gesang, Songwriting, Produktion
- Jack Antonoff – Hintergrundgesang, Produktion, Aufnahme, Schlagzeug, Percussion, Programming, E-Gitarren, Keyboards, Piano, Bass
- Joe Alwyn – Produktion
- Laura Sisk – Aufnahme
- John Rooney – Assistant Engineering
- Jon Sher – Assistant Engineering
- Serban Ghenea – Mixing
- Randy Merrill – Mastering
- Evan Smith – Saxophon, Keyboard, Programming
- Bobby Hawk – Streicher

## Kommerzieller Erfolg

### Chartplatzierungen
| ChartsChartplatzierungen       | Höchstplatzierung | Wochen |
| ------------------------------ | ----------------- | ------ |
| Vereinigte Staaten (Billboard) | 16 (2 Wo.)        | 2      |

### Auszeichnungen für Musikverkäufe
| Land/Region                  | Auszeichnungen für Musikverkäufe (Land/Region, Auszeichnung, Verkäufe) | Verkäufe |
| ---------------------------- | ---------------------------------------------------------------------- | -------- |
| Australien (ARIA)            | 2× Platin                                                              | 140.000  |
| Brasilien (PMB)              | Platin                                                                 | 40.000   |
| Neuseeland (RMNZ)            | Platin                                                                 | 30.000   |
| Spanien (Promusicae)         | Gold                                                                   | 30.000   |
| Vereinigtes Königreich (BPI) | Platin                                                                 | 600.000  |
| Insgesamt                    | 1× Gold · 5× Platin ·                                                  | 840.000  |

Hauptartikel: Taylor Swift/Auszeichnungen für Musikverkäufe/Lieder